# ماكس ميدلتون
ماكس ميدلتون (بالإنجليزية: Max Middleton)‏ هو موسيقي بريطاني، ولد في 4 أغسطس 1946 في أمرشام ‏ في المملكة المتحدة.

## وصلات خارجية
- الموقع الرسمي
- ماكس ميدلتون على موقع ميوزك برينز (الإنجليزية)
- ماكس ميدلتون على موقع ديسكوغز (الإنجليزية)